# كنيسة بيت فاجي
كنيسة بيت فاجي ( بيت فاجاي fagai , fig ) وتعني التين ثمرة التين ويعتقد ان الاسم اطلقه المسيحيون الاوئل لانه بحسب المعتقد والعدات وَرَدَ في إنجيلَي متَّى ومَرقُس أنَّ يسوع عندما كانَ جائِعاً في إحدى المَرَّات توَجَّهَ إلى شَجرَة تين على طَريق أورشَليم لكنَّهُ لم يجِد فيها ثَمَراً، وعلى الرَّغم من أنَّهُ لم يَكُن مَوسِم التِّين قَد حانَ بَعد، إلَّا أنَّ يسوع لَعَنَ الشَّجَرة فَيَبِسَت.
بحسب ما ورد في الانجيل : وَفِي الْغَدِ، بَعْدَمَا غَادَرُوا بَيْتَ عَنْيَا، جَاعَ. وَإِذْ رَأَى مِنْ بَعِيدٍ شَجَرَةَ تِينٍ مُورِقَةً، تَوَجَّهَ إِلَيْهَا لَعَلَّهُ يَجِدُ فِيهَا بَعْضَ الثَّمَرِ. فَلَمَّا وَصَلَ إِلَيْهَا لَمْ يَجِدْ فِيهَا إِلاَّ الْوَرَقَ، لأَنَّهُ لَيْسَ أَوَانُ التِّينِ. فَتَكَلَّمَ وَقَالَ لَهَا: «لاَ يَأْكُلَنَّ أَحَدٌ ثَمَراً مِنْكِ بَعْدُ إِلَى الأَبَدِ!» وَسَمِعَ تَلاَمِيذُهُ ذلِكَ.” (إنجيل مَرقُس 12:11-14).

## الدلالة الروحية
شجرة التِّين تِلك تُمَثِّل الأُمَّة الإسرائيليَّة والفريسين السانهادريان ( رجال الدين اليهود الذين يدير شؤون الشعب اليهودي ويتمتعوا بنوع من السلطة ولكن تحت حكم الرومان ) بعدم الإيمان برغم المعجزات التي حدثت أمامهم وبالرغم منً استقلالهمً للمسح انما ليس عن إيمان راسخ وشبه آلامه مثل الشجرة التي يجب ان تُنتِج ثِماراً تَليق بالتَّوبة أنا رجال الدين وفسادهم فهم ياخذو من الشعب ولا يعطوهم في المقابل التعاليم الروحية الصحيحية كشجرة التين التي تاخذ من الأرض الغذاء والماء ولا تعطي في المقابل ثمراً وهنالك تفسير آخر.

## إنجيل مرقس 11: 12-25
يعتبر؛ ولما دخل يسوع الهيكل ابتدا يخرج الذين كانوا يبيعون ويشترون في الهيكل وقلب موائد الصيارفة وكراسي باعة الحمام. وفي صباح اليوم التالي وجد التلاميذ أن شجرة التين قد ذبلت وماتت، مع الرسالة الضمنية أن الهيكل ملعون وسيذبل لأنه، مثل شجرة التين، فشل في إنتاج ثمر البر. والمسح تنبأ بدمار الهيكل والقدس أورشليم قبل الصعود نحو الهيكل.
الكنيسة أنشأت في عام 1883 مزار صغير، والذي أطلق عليه اسم بيت فاجي. وقد تم ترميمه وإعطاءه الشكل الذي هو عليه اليوم في عام 1945 تحت إشراف المهندس المعماري الإيطالي انطونيو بارلوتسي، داخل الكنيسة يوجد حجر عليه نقش من الفترة الصليبية يدل على إقامة لعازر والمكان التقليدي لقيامة اليعازر قرية بيثاني بحسب الرواية في الإنجيل اما اليوم المعروفة بلعيزرية اليوم والتي سميت باسمه ونقش الثاني على الحجر أو الصخرة دخول يسوع الانتصاري إلى القدس.

هنالك اعتقاد بان المسيح استخدم الصخرة لتساعده على الصعود على الحمار ! دخول يسوع الى القدس في الحمار وليس على حصان قد تكون له عدة دلالات اولاً تحقيق النبوة في العهد القديم بحسب ما ورد في زكريا 9: 9-10 (ESV) 
9 ابتهجي جدا يا ابنة صهيون. اهتفي يا ابنة أورشليم! هوذا ملكك يأتي إليك. صالح ومنصور، متواضع وراكب على حمار، على جحش ابن حمار. 10 وأقطع المركبة من أفرايم والفرس من أورشليم. فيقطع قوس القتال ويتكلم بالسلام للأمم. ويكون سلطانه من البحر إلى البحر، ومن النهر إلى أقاصي الأرض.
الدخول على الحمار قد يرمز الى السلام على عكس الحصان الذي يرمز الى الحرب والقوة. وهنالك عدة تفاسير اخرة.